# Mamadou Thiam
Mamadou Khady Thiam (Aubervilliers, 20 marzo 1995) è un calciatore francese naturalizzato senegalese, attaccante dell'U Cluj.

## Carriera

### Club
L'11 agosto 2017 viene acquistato a titolo definitivo per un milione di euro dalla squadra inglese del Barnsley.

### Nazionale
Nel 2015 ha partecipato ai Mondiali Under-20.